# Flynas
 (avril 2016).
The Kingdom's First Low-Cost Airline
Flynas (code AITA : XY ; code OACI : KNE) (en arabe : طيران ناس) est une filiale de Saudi National Air Services (NAS) basée à Riyad. Il s'agit de la première compagnie aérienne à bas prix opérant en Arabie saoudite.

## Histoire

### La compagnie aujourd'hui
Flynas est une compagnie aérienne saoudienne qui opère des vols intérieurs et internationaux depuis deux bases, l’aéroport international du roi Khaled à Riyad ainsi qu'à l’aéroport international King Abdulaziz de Djeddah, vers 6 destinations en Arabie Saoudite et 35 destinations au Proche et Moyen-Orient, en Europe, en Afrique et dans le Caucase.

### La compagnie hier
Flynas, anciennement connue sous le nom de Nas Air est fondé en 2007 et son premier vol se déroule en juillet 2008, par un vol entre Riyad et Amman. Vient ensuite la rotation entre Djeddah et Amman en juillet 2009.
Les premiers vols internationaux se déroulent le 8 avril 2014 avec une desserte entre Djeddah et Londres Gatwick, puis entre Manchester et Djeddah le 2 mai. Mais face au faible taux de remplissage des avions, ces vols prennent fin en août.
Entre 2015 et 2018, Flynas reçoit divers prix dont le prix de la « Meilleure compagnie aérienne low cost du Moyen-Orient » lors des World Travel Awards. 
En 2017 et 2018, la compagnie a également été récompensée par le titre de « Meilleure compagnie aérienne low cost du Moyen-Orient » au cours des Skytrax Awards.
En janvier 2017, un accord est signé portant sur une commande de 80 avions de la famille des Airbus A320 avec des livraisons prévues entre 2018 et 2026.
En novembre 2018, la compagnie reçoit le premier Airbus A320neo sur les 120 qu'elle a commandé. Il s'agit de la plus importante commande d'avions effectuée au Moyen-Orient.
En 2017, la compagnie aérienne a transporté plus de 6,4 millions de passagers. Au cours du seul premier semestre 2018, elle a transporté plus de 3 millions de passagers et 6,6 millions de passagers grâce à 60 000 vols intérieurs et internationaux durant cette année. Dotée d'une flotte de 30 appareils, elle effectue plus de 1 200 vols hebdomadaires.

## Services à bord
Les appareils de Flynas proposent deux types de classe. Les passagers de la classe affaires profitent de leur vol dans des sièges confortables avec un large espace pour les jambes et d'un personnel dédié. Le repas est constitué de vrais plats, de snacks et de boissons offerts à la demande. Les voyageurs ont le choix entre quatre types de tarifs : Light, Plus, Premium et Business, proposant chacun des avantages différents. Il est possible de choisir son siège, son repas payant uniquement en précommande (petit-déjeuner, snacks, plats, sandwichs…) ou la quantité de bagages à emporter.

## Programme de fidélité
Le programme de fidélité de Flynas s'appelle Nasmiles. Il récompense les voyageurs lorsqu'ils réservent un vol, choisissent un siège et/ou un plat et achètent un supplément bagages. Les SMILE points acquis permettent de choisir son siège, d'acheter un supplément bagages et de profiter des salons d'aéroport sur le site de Flynas. Nasmiles compte trois catégories Silver, Gold et Platinum, qui offrent des avantages variés.

## Partage de codes
Flynas partage ses codes avec Etihad Airways .

## Flotte

### Flotte actuelle
En mai 2025, la flotte de Flynas comprend les avions suivants :

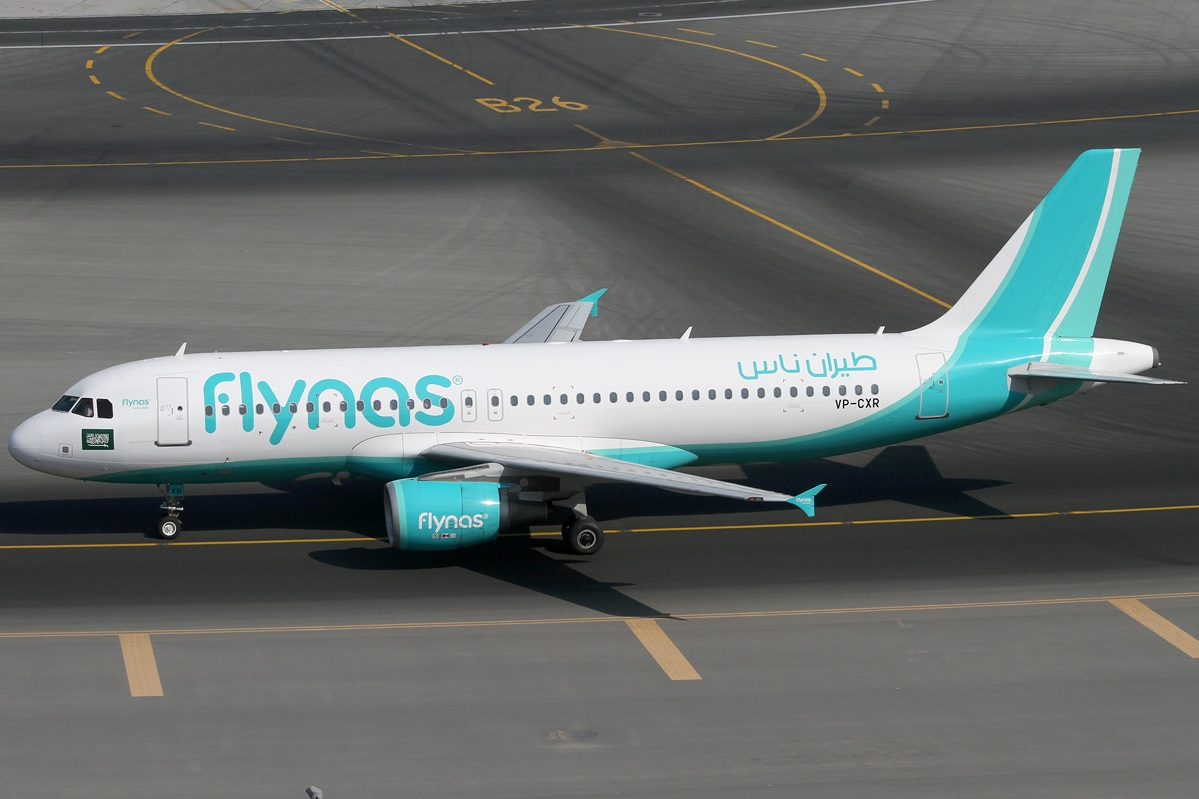
Airbus A320-214 de la compagnie
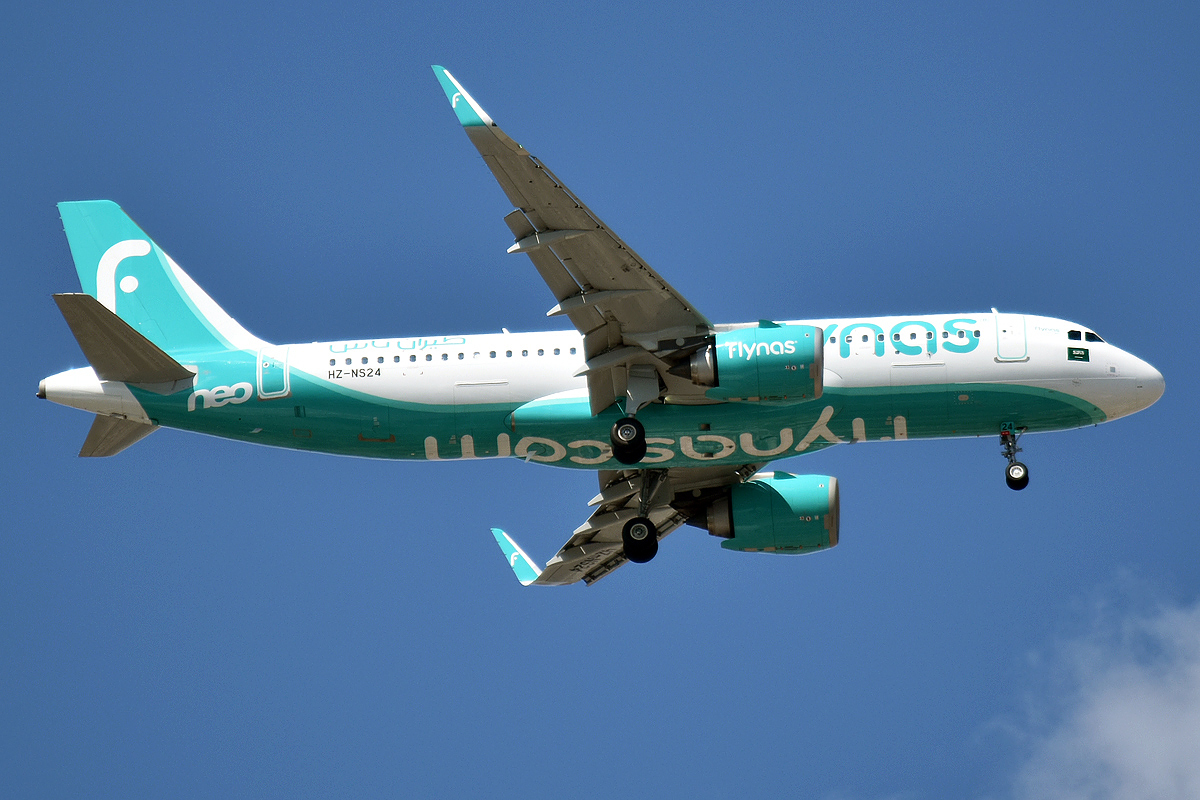
Airbus A320neo en vol
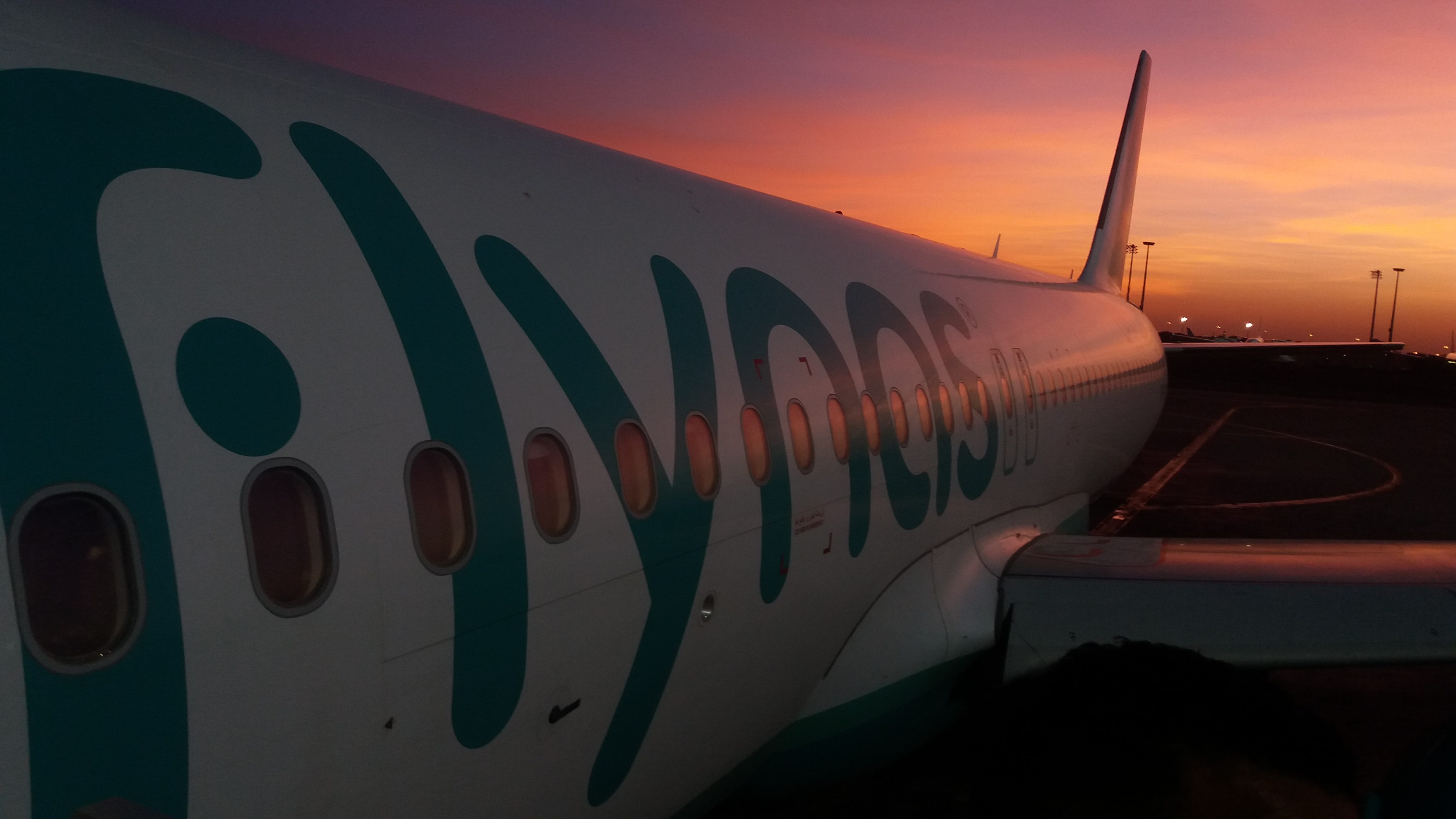
Un avion de Flynas

### Avions retirés
| - Ancien Embraer 190 de Nas Air - Airbus A319 retiré de la flotte - Ancien Airbus A330 de la compagnie |

La compagnie a également opéré les types d'avion suivants :
- Airbus A319
- Airbus A330
- Boeing 737
- Boeing 747
- Boeing 757
- Boeing 767
- Embraer 190